# Voislöhe
Voislöhe ist ein Ortsteil im Stadtteil Herkenrath von Bergisch Gladbach.

## Geschichte
Die mittelalterliche Hofstelle Voislöhe ist in der großen Rodeepoche zwischen 1000 und 1300 entstanden. Im Urkataster wird die Ortschaft im frühen 19. Jahrhundert als „Am Voslöh“ nahe der alten Landstraße von Bensberg nach Dürscheid geführt. Der Siedlungsname Voislöhe leitet sich ab von den mittelhochdeutschen Wörtern „vuhs/vouhs“ (= Fuchs) und „lôch“ (= Gebüsch, Wald, Gehölz). Daraus ergibt sich die Bedeutung als Fuchswald.
Laut der Uebersicht des Regierungs-Bezirks Cöln besaß der als Hofstelle kategorisierte Ort 1845 zwei Wohnhäuser. Zu dieser Zeit lebten 15 Einwohner im Ort, alle katholischen Glaubens.